# تيم دراموند (لاعب كرة قاعدة)
تيم دراموند (بالإنجليزية: Tim Drummond)‏ هو لاعب كرة قاعدة أمريكي، ولد في 24 ديسمبر 1964 في لا بلاتا في الولايات المتحدة.

## وصلات خارجية
- تيم دراموند على موقعبيزبول رفرنس.كوم (الدوري الرئيسي) (الإنجليزية)
- تيم دراموند على موقعبيزبول رفرنس.كوم (الدوري الثانوي) (الإنجليزية)
- تيم دراموند على موقع مشجعي الرسوم البيانية (الإنجليزية)